# Gemeaux
 Gemeaux  là một xã ở tỉnh Côte-d’Or trong vùng Bourgogne-Franche-Comté, phía đông nước Pháp. Xã Gemeaux nằm ở khu vực có độ cao trung bình từ 320 mét trên mực nước biển.